# Witless Bay Ecological Reserve
Die Witless Bay Ecological Reserve ist ein Naturschutzgebiet vor der Ostküste der zur kanadischen Provinz Neufundland und Labrador gehörenden Insel Neufundland. Das Schutzgebiet existiert seit 1964. 1983 erhielt es den Status einer Ecological Reserve.

## Lage
Das Schutzgebiet befindet sich 33 km südlich der Stadt St. John’s. Es umfasst die vier Inseln Gull Island, Green Island, Great Island und Pee Pee Island sowie die umliegenden Gewässer vor der Küste Neufundlands. Die größte Insel ist die 2,2 km vor der Küste gelegene Gull Island. Das Schutzgebiet hat eine Fläche von 31 km², wovon 29 km² Wasserfläche darstellt. Von der Küstengemeinde Witless Bay werden Bootstouren zu den Inseln angeboten. Während der Haupt-Brutsaison, in der Zeit vom 1. April bis zum 1. September, gelten strengere Bestimmungen für den Zugang des Schutzgebietes.

## Fauna
Auf den Inseln befindet sich die größte Brutkolonie von Papageitauchern in Nordamerika. Es wird vermutet, dass sich dort im Spätfrühjahr und Sommer mehr als 260.000 Brutpaare aufhalten. Dazu befindet sich in der Witless Bay die zweitgrößte Kolonie des Wellenläufers (Oceanodroma leucorhoa). Die Kolonie umfasst 620.000 Brutpaare. Weitere Brutvögel auf den Inseln sind Dreizehenmöwe und Trottellumme. Außerdem lassen sich in den Küstengewässern Buckelwale beobachten.